# Liao-che
Liao-che (čínsky pchin-jinem Liáo Hé, znaky 遼河) je řeka na severovýchodě ČLR (Liao-ning). V této části Číny je druhou největší řekou po Sungari. Od pramene Lao-cha-che zdrojnice Si-liao-che je 1430 km dlouhá. Povodí má rozlohu 231 000 km².

## Průběh toku
Pramení jako Lao-cha-che v horách v místě, kde se stýkají pohoří Velký Chingan a Že-že. Pokračuje jako Si-liao-che převážně přes rovinu Sung-liao. Vlastní Liao-che vzniká soutokem Si-liao-che a Tung-liao-che. Ústí do zálivu Liao-tung Žlutého moře.

## Vodní režim
Zdrojem vody jsou především dešťové srážky. V červenci a v srpnu dochází ke zvýšení vodního stavu a od prosince do ledna zamrzá. Průměrný průtok vody na dolním toku činí přibližně 630 m³/s. V povodí řeky dochází často k povodním. Během katastrofálních povodní v roce 1935 byla na dolním toku řeky zatopena oblast o rozloze 17 000 km². Přílivy jsou rozpoznatelné do vzdálenosti 40 km od ústí.

## Využití
Vodní doprava je možná od města Šuang-liao. V ústí leží velký námořní přístav Jing-kchou. V povodí řeky byly postaveny přehradní nádrže Ta-chuo-fang a Er-lung-šan za účelem regulace průtoku.